# Associação Portuguesa de Aprendizagem Intercultural
A Associação Portuguesa de Aprendizagem Intercultural (APAI) é uma organização portuguesa de juventude, não-governamental sem fins lucrativos fundada em Lisboa em 1993.
A APAI promove a Aprendizagem Intercultural utilizando como método principal o intercâmbio cultural e a mobilidade de pessoas jovens e menos jovens, que ajuda a construir um mundo solidário por meio do intercâmbio cultural entre os povos, procura fazer essa promoção dentro dos princípios da tolerância para com as diferenças tendo em atenção uma sociedade multicultural, multiracial, multireligiosa, procurando fazê-lo pelo contacto e por conseguinte o conhecimento de outras culturas.
Esta associação é de grande utilidade pública, funcionando como elo entre estudantes das mais diversas escolas no nível de todo o Portugal continental e Regiões autónomas dos Açores e da Madeira, procurando desenvolver um intercâmbio entre entidades e outras associações quer nacionais, quer internacionais.
Por ser principalmente dirigida à juventude, a APAI é uma entidade constituída na sua maioria por jovens. No entanto, qualquer cidadão, independentemente da idade, pode tornar-se membro da associação.
É também dirigida à classe profissional dedicada ao ensino, ao pretender um maior entendimento entre classes etárias e nas relações entre jovens e adultos.
A APAI actua na promoção da Aprendizagem Intercultural e da compreensão internacional.

## Missão
A APAI, em termos nacionais, é membro do Conselho Nacional de Juventude (CNJ), plataforma das organizações portuguesas de juventude.
Internacionalmente a APAI é membro do Internacional Cultural Youth Exchange (ICYE), do Internacional Cultural Youth Exchange European Association (ICYE EA) e do Experiment in Europe (EiE).

## Valores
A formação do cidadão pleno, educação em seu sentido mais amplo.
A base operacional da APAI é voluntária, ou seja, formada por pessoas que acreditam nessa proposta e trabalham de maneira a torná-la realidade.

## Programas APAI
- Campos de férias
- Campos de trabalho
- Serviço Voluntário Internacional
- Serviço Voluntário Europeu
- Au pair
- Cursos de animadores juvenis

## APAI em números
Participantes em Média/Ano, por Programa:
- Serviço Voluntário Europeu (envio): 20
- Serviço Voluntário Europeu (acolhimento): 10
- Campos de Trabalho (envio): 10
- Campos de Férias: 20
- Au Pair (envio): 5
- Au Pair (acolhimento): 1
- Cursos de Animadores Juvenis: 12
- Sócios: 1.300
- Seminários Internacionais: 10
- Seminários Nacionais: 7
- Seminário de Professores: 15
- Leonardo da Vinci (acolhimento): 5

## Núcleos
- Núcleo de Aveiro
- Núcleo de Braga
- Núcleo de Caldas da Rainha
- Núcleo de Coimbra
- Núcleo de Espinho
- Núcleo de Évora
- Núcleo da Linha do Estoril
- Núcleo de Lisboa
- Núcleo da Madeira
- Núcleo da Maia
- Núcleo de Pinhal Novo
- Núcleo do Porto
- Núcleo da Rinchoa
- Núcleo de Santo André
- Núcleo de Sesimbra
- Núcleo de Sintra
- Núcleo de Tomar
- Núcleo de Vila Nova de Famalicão

## Os Clubes de Aprendizagem Intercultural (CAI)
- Águas Santas, Maia - Escola Athene - Escola Académica de Língua Inglesa, Lda.
- Alamaguês - Instituto Alamaguês.
- Alcabideche - escola secundária ibn mucana.
- Algés - Escola Secundária de Miraflores.
- Astromil - Escola Secundária de Paredes.
- Amadora - Escola Seomara da Costa Primo.
- Amarante - Escola Secundária de Amarante
- Barcelos - Escola Secundária Alcaides de Faria.
- Barreiro - Escola Secundária Alfredo da Silva.
- Câmara de Lobos - Escola Básica 2+3 Est. Câmara de Lobos.
- Câmara de Lobos - Escola Básica do 2º e 3°Ciclos da Torre.
- Caneças - Escola Secundária de Caneças.
- Carcavelos - Escola Secundária Ibn Mucana.
- Coimbra - Escola C+S Eugénio de Andrade.
- Coimbra - Escola secundária de Jaime Cortesão.
- Coimbra - Escola Secundária Infanta D. Maria.
- Condeixa a Nova - Escola EB 2,3 Dr. José dos Santos Bessa.
- Corroios - CLAE-Centro de Línguas e Apoio Escolar.
- Figueira da Foz - Escola Secundária Dr. Bernardino Machado.
- Francelos -Escola Secundária com 3 °C. E. B. Arquitecto Oliveira Ferreira.
- Gatão - Colégio São Gonçalo.
- Horta - Escola Secundária Dr. Manuel de Arriaga.
- Lamego - Escola Secundária da Sé.
- Leça da Palmeira -Escola Secundária da Boa Nova.
- Leiria - Escola básica dos 2.º e 3.º ciclos Rainha Santa Isabel.
- Leiria - Escola Secundária de Domingos Sequeira.
- Leiria - Escola Secundária Francisco Rodrigues Lopo.
- Leiria - Escola Secundária Afonso Lopes Vieira.
- Linda-a-Velha - Escola secundária Amélia Rey Colaço.
- Lisboa - Escola Secundária Marquês de Pombal.
- Lisboa - Escola Lindseysintra.
- Lisboa - Escola Secundária Rainha Dona Leonor.
- Lisboa - Instituto Superior de Ciências do Trabalho e da Empresa.
- Lisboa - Escola Secundária Passos Manuel.
- Lisboa - Escola Secundária de Avelar Brotero.
- Lourosa - Escola Básica 2+3 Abel Botelho.
- Mem Martins - Escola Básica 2 3 de Ferreira de Castro.
- Monchique - Escola Básica dos 2.º e 3.°Ciclos de Monchique.
- Moreira da Maia - Escola Básica 2+3 Moreira da Maia.
- Oeiras - Escola Secundária Sebastião e Silva.
- Oeiras - Escola Secundária Quinta do Marquês.
- Olhão - Escola Básica 2+3 de Olhão Nº 3.
- Olhão - Escola Básica 2+3 de Moncarapacho.
- Ovar - Escola Secundária Júlio Dinis.
- Paços de Brandão - Escola C+S de P. de Brandão.
- Penacova - Escola Secundária de Penacova.
- Ponta Delgada - Escola Básica 2+3 Domingos Rebelo.
- Ponta Delgada - Escola Básica e Secundária do Nordeste.
- Ponta Delgada - Escola Básica Integrada de Águeda de Pau.
- Portela - Escola Secundária da Portela.
- Porto - Escola Secundária de Filipa de Vilhena.
- Porto - Escola Básica 2+3 Paranhos.
- Porto - Grande Colégio Universal.
- Porto - Escola Secundária de Rodrigues de Freitas.
- Porto - Escola Clara de Resende.
- Porto - Escola básica dos 2.º e 3.º ciclos Professor Óscar Lopes.
- Póvoa de Santa Iria - Universidade Lusófona de Humanidades e Tecnologias.
- Póvoa de Varzim - Escola Secundária Rosa Peixoto.
- Póvoa de Varzim - Escola Secundária Eça de Queirós.
- Praia da Vitória - Escola Básica B.2+3 Francisco Ornelas Câmara.
- Ribeira Grande - Escola Básica  3+5 Antero Quental.
- Rio Maior - CORFIG - Centro de Línguas
- São Domingos Rana - Escola Secundária de Carcavelos.
- Santo Tirso - Escola Preparatória de Santo Tirso.
- Santo Tirso - Escola Secundária de Tomaz Pelayo.
- Sines - Escola Secundária de Sines.
- Vila Franca de Xira - Escola Secundária de Alves Redol.
- Vila Nova de Famalicão - Escola Secundária Camilo Castelo Branco.
- Vila Nova de Gaia - Externato Nossa Senhora da Paz.